# Alcippe poioicephala
Alcippe poioicephala е вид птица от семейство Pellorneidae. Видът е незастрашен от изчезване.

## Разпространение
Разпространен е в Бангладеш, Китай, Индия, Лаос, Мианмар, Тайланд и Виетнам.